# 乌班图
烏班圖（祖魯語： [ùɓúntʼù] oo-BUUN-too）（来自南部非洲班圖語）是一套來自非洲的價值體系，強調個人與周圍社會和自然世界的緊密聯繫。有時，"Ubuntu" 被翻譯為“我因我們而存在”（也可翻譯為“我因你而存在”）， 或“對他人充滿人情味”（祖魯語 ）。在科薩語中，這個詞被使用，但通常帶有更哲學的意義，即“相信一種普遍的共享紐帶，連接著全人類”。

## 定義
對於“Ubuntu”這個詞有各種不同的定義。最近的一個定義來自《非洲社會工作期刊》（AJSW）。該期刊將“Ubuntu”定義為：
一套被非洲人或非洲裔人視為使人成為真實人類的價值和實踐。雖然這些價值和實踐的細微差別因不同民族而異，但它們都指向一件事——一個真正的人是更大、更重要的關係、社會、環境和精神世界的一部分
關於“Ubuntu”的定義有很多（而且並不總是相容）。 即使有各種不同的定義，Ubuntu仍然涵蓋了人類之間的相互依存，並承認個人對他人和周圍世界的責任。這是一種支持集體主義而非個人主義的哲學。
Ubuntu主張社會賦予人類其人性。例如，一個說祖魯語的人命令他人用祖魯語說話時會說“khuluma isintu”，這意味著“說人的語言”。當某人按習俗行事時，一個說索托語的人會說“ke motho”，這意味著“他/她是個人”。這一點可從一個經常在恩貴語私下講述的故事中得到體現：“kushone abantu ababili ne Shangaan”，在塞佩迪語中是“go tlhokofetje batho ba babedi le leShangane”，用英語來說即“兩個人和一個尚加安人死亡”。在這些例子中，人性來自於遵從或成為部落的一部分。

根據Michael Onyebuchi Eze，Ubuntu的核心可總結如下：
一個人通過其他人而成為人，這是一種通過承認“他者”的獨特性和差異來確認一個人類的表述。這要求創造一個互為主體的形成過程，其中“他者”成為我的主體性的鏡子（但僅僅是鏡子）。這種理想主義告訴我們，人性並非僅僅嵌在個人之中；我的人性同樣賦予了他人和我。人性是一種我們彼此欠下的品質。我們創造彼此並需要維持這種“他者”的創造。如果我們屬於彼此，我們參與我們的創造：“因為你在，所以我們在；因為你在，所以我在”。“我在”不是一個固定的主體，而是一個依賴於這種“他者”創造的關係和距離的動態自我構成。
這種“外向型社區”的方面是這一理念中最明顯的一部分。人們以真誠的溫暖對待陌生人和社區成員。這種明顯的溫暖不僅僅是美學的，而是促成自發社區形成的功能性價值。這種自發社區內的合作工作超越了美學，賦予溫暖價值以功能意義。溫暖不是社區形成的先決條件，但它防止了工具性關係。不幸的是，真誠的溫暖可能使人容易受到那些有私心的人傷害。
作為政治哲學的“Ubuntu”鼓勵社區平等，推動財富的分配。這種社會化是農業社會的遺留物，作為個人作物失敗的保險。社會化預設了個體對其集體繁榮有著投資的社區人口。像Michael Onyebuchi Eze這樣的非洲知識歷史學家認為，這種“集體責任”的理念不能被理解為社區利益優先於個人利益的絕對化。在這種觀點上，Ubuntu被認為是一種與西方的集體社會主義有很大區別的社群主義哲學。實際上，Ubuntu提出了一種共享的人類主體性的理想，通過無條件地認可和欣賞個體的獨特性和差異來促進社區的利益。 唐鳳認為Ubuntu“意味著每個人都有不同的技能和優勢；人們不是孤立的，通過互相支持，他們可以幫助彼此完善自己”。
“救贖”關係到人們如何處理社區中的犯錯、偏離和異議成員。相信人出生時是沒有形狀的像一塊黏土。社區作為一個整體，應該用經驗之火和社會控制之輪來將他塑造成一個可以為社會作出貢獻的陶器。任何缺陷應該由社區承擔，社區應該始終尋求救贖人。例如，非洲民族議會（在南非）聲明它不會拋棄自己的成員，而是會救贖他們。
其他學者如Mboti（2015）認為，儘管Ubuntu的規範定義直觀吸引人，但仍值得懷疑。Mboti認為，Ubuntu的定義一直保持模糊、不充分和不一致。他拒絕了非洲人“天生”相互依賴和追求和諧的解釋，並認為人性是通過他人賦予一個人的。他認為試圖將和諧提升為一種道德義務——一種非洲人必須簡單遵守的絕對命令——是一種哲學陷阱。Mboti警告不要依賴直覺來嘗試說明什麼是或不是Ubuntu。他總結說，“umuntu ngumuntu ngabantu”這句話參考的是人與人之間更混亂、不受控制的關係，並指出：“首先，將破裂的關係視為真實的人性與和諧的關係同樣有價值。其次，破裂的關係可以像和諧的關係一樣具有人道價值。例如，從壓迫中解放出來就源於打破壓迫。最後，和諧的關係可以和不和諧的關係一樣具有壓迫性和虛假性。例如，牛仔與他的馬之間的關係是和諧的。”

## Ubuntu 格言或短語
Ubuntu 常常以短語的形式呈現，被稱為格言，這些格言由Samkange於1980年提出。其中一些格言包括：
- Motho ke motho ka batho (索托語/茨瓦納語)。一個人通過其他人而成為人。
- Umuntu ngumuntu ngabantu (祖魯語)。一個人通過其他人而成為人。
- Umntu ngumntu ngabantu (科薩語)。一個人通過其他人而成為人。
- Munhu munhu nevanhu (紹納語)。一個人通過其他人而存在。
- Ndiri nekuti tiri (紹納語)。我因我們而存在。
- Munhu i munhu hivanwani vanhu (Tsonga語)。一個人通過其他人而成為人。
- Muthu ndi muthu nga vhathu (文達語)。一個人通過其他人而成為人。

## 流行文化
Ubuntu 是 約翰·布爾曼 2004年電影《我的國家》的主要主題。 前美國總統比爾·克林頓在2006年英國工黨大會上使用該詞來解釋為何社會是重要的。
波士頓凱爾特人，2008年NBA冠軍，自2007-2008賽季開始，每次集合時都高呼“Ubuntu”。 2020年Netflix紀錄劇集《The Playbook》的第一集展示了波士頓凱爾特人教練格倫·安東尼如何學習Ubuntu哲學。該紀錄片探討了這一哲學對隊員的影響，以及它如何成為他們的指導原則。
在2002年聯合國可持續發展世界首腦會議（WSSD）上，有一個名為Ubuntu村的展覽中心。 Ubuntu 是美國聖公會第76屆大會的主題。 標誌上寫有“我在你中，你在我中”的字樣。
2004年10月，南非企業家和英國公司Canonical Ltd.的創始人Mark Shuttleworth創立了Ubuntu基金會，這家公司創建了一個基於Debian GNU/Linux的計算機操作系統。他將這個Linux發行版命名為Ubuntu。
在電影方面，英譯諺語“我因我們而存在”成為流行歌手麥當娜關於馬拉維孤兒的紀錄片《I Am Because We Are》的標題。
2008年動畫喜劇《The Goode Family》中的一個角色被命名為Ubuntu。
英國樂隊Clockwork Radio於2012年發行了一張名為《Ubuntu》的EP。
美國說唱歌手Sage Francis於2012年發行了一張名為《Ubuntu》的EP。
在2021年季的《Meerkat Manor: Rise of the Dynasty》中，Ubuntu被選為一個狐獴家族的名字。

## 應用

### 在外交中的應用
2009年6月，在伊麗莎白·弗勞利·巴格利 (Elizabeth Frawley Bagley)宣誓就任美國國務院全球夥伴關係特使、全球夥伴關係倡議辦公室主任時，Elizabeth Frawley Bagley在談到美國外交政策時提及了Ubuntu，她說：“在理解我們相互聯繫所帶來的責任時，我們意識到我們必須依靠彼此，將我們的世界從現在的狀態提升到我們希望在有生之年看到的狀態，同時拋棄我們陳舊的觀念和過時的外交模式。”隨後，她引入了“Ubuntu外交”的概念，並說：
在21世紀的外交中，國務院將成為一個召集者，將來自不同地區和部門的人們聚集在一起，共同解決共同關心的問題。我們的工作不再依賴最低公分母；相反，我們將尋求我們能夠共同實現的結果的最大可能倍增效應。
我們還將作為催化劑，我們的外交官將與那些在前線從事外交事務的非政府組織、慈善機構和公司一起啟動新項目，發掘未開發的潛力，激發新想法，創造新解決方案。
我們將作為合作者，在華盛頓這裡進行跨部門協調，在實地進行跨部門合作，我們的大使將與我們的非政府夥伴密切合作，規劃和實施最大影響和可持續性的項目。
應對我們面臨的共同全球挑戰需要共同的全球應對。這是一個古老的南非原則——Ubuntu，或“通過他人而成為人”所教給我們的真理。正如大主教德斯蒙德·圖圖描述這種觀點時所說，Ubuntu 不是“我思故我在”，而是“我之所以為人，是因為我屬於。我參與。我分享。”本質上，我因你在而在。
我們真的是在一起，只有通過建立在民間社會、私營部門和公共部門之間的互惠互利的夥伴關係，我們才能成功，從而使執行我們外交政策的男女通過夥伴關係推進他們的工作。
真相與和解委員會相信Ubuntu的哲學，因為他們認為Ubuntu可以幫助改革和重新連接已經破碎的南非。

這就是Ubuntu外交：所有部門都作為夥伴參與，我們都作為利益相關者參與，我們共同成功，不是逐步的，而是指數級的。

### 在教育中的應用
在教育方面，Ubuntu 被用來指導和推動非洲教育，並將其從西方教育哲學中去殖民化。 Ubuntu 教育使用家庭、社區、社會、環境和靈性作為知識來源，同時也是教學和學習的媒介。 教育的本質是家庭、社區、社會和環境的福祉。 Ubuntu 教育旨在讓學習者對其社會條件進行批判。互動、參與、認可、尊重和包容是 Ubuntu 教育的重要方面。教學和學習的方法包括小組和社區方法。教育的目標、內容、方法和結果都由 Ubuntu 塑造。

### 在道德哲學中的應用
根據這一哲學，“行為是正確的，當它們是與他人和諧相處或尊重社群關係的行為時”，“一個人的終極目標應該是成為一個完整的人，一個真實的自我或一個真正的人”。Ukama（即關係）是重要的。 例如，在紹納族中，當一個人去世時，他或她的財產會在親屬之間分配，這有文化認可的方式。這種做法被稱為kugova。Samkange（1980）在道德方面的格言是“如果一個人面臨在財富和他人生命之間做出決定的選擇，那麼他應該選擇保護生命”。

### 在政治和領導中的應用
Samkange（1980）表示，沒有任何外來的政治哲學能比本土哲學更有用。“是否存在一種本土的哲學或意識形態，可以像外來意識形態一樣，甚至比其更好地為一國人民服務？” Samkange 在《Hunhuism or Ubuntuism》一書中提出這一問題。他的領導格言是“國王的地位，包括與之相關的所有權力，源自他治下人民的意願”。:7

### 在社會正義、刑事司法和法理學中的應用
Ubuntu 正義具有與西方社會不同的元素：它重視修復關係。Ubuntu 正義強調以下元素：
1. 威懾，可以通過社會、身體、經濟或靈性方式進行
2. 歸還和替代——即歸還被盜物品、替代或賠償。在紹納語中這稱為kudzora和kuripa
3. 道歉、寬恕和和解（恢復ukama或關係）在滿足上述條件後進行
4. 來自領導者和長老的警告和懲罰（報應）如果上述條件未得到滿足或被忽視
5. 如果上述條件未得到滿足，來自靈性存在的警告和懲罰。在紹納文化中，這些被稱為jambwa和ngozi

家庭，有時候是社區，會參與到正義的過程中。
非洲學者指出，雖然Ubuntu的某些元素對女性是解放性的，但其他元素則“邊緣化並削弱”了她們，並且“可以被視為助長了父權制”。

### 註腳
1. ↑  Tutu, Desmond. . YouTube. 2013  [3 October 2019]. （原始内容存档于2021-11-10）.
2. ↑  . TheGuardian.com. 28 September 2006  [2024-06-29]. （原始内容存档于2024-01-19）.
3. ↑  . Official Ubuntu Documentation. Canonical.   [2 February 2017]. （原始内容存档于23 February 2013）.
4. 1 2
5. ↑  Christian B. N. Gade.  (PDF). South African Journal of Philosophy. 2012, 31 (3): 484–503  [2024-06-29]. S2CID 27706776. doi:10.1080/02580136.2012.10751789. （原始内容存档 (PDF)于2019-07-12）.
6. ↑  Eze, M. O. Intellectual History in Contemporary South Africa, pp. 190–191.
7. ↑  Lewis Griggs; Lente-Louise Louw. . McGraw-Hill. 1995: 200. ISBN 978-0-07-024778-9.
8. ↑  Eze, M. O. . South African Journal of Philosophy. 2008, 27 (4): 386–399  [2024-06-29]. S2CID 143775323. doi:10.4314/sajpem.v27i4.31526. （原始内容存档于2013-11-04）.
9. ↑  Audrey Tang. .   [2024-06-29]. （原始内容存档于2020-02-07）.
10. ↑  Mboti, N. . Journal of Media Ethics. 2015, 30 (2): 125–147  [2024-06-29]. S2CID 53519937. doi:10.1080/23736992.2015.1020380. （原始内容存档于2020-02-07）.
11. ↑  "The Listings" （页面存档备份，存于）, The New York Times, March 25, 2005.
12. ↑  Coughlan, Sean. . BBC News Magazine (BBC). 2006-09-28  [2006-09-29]. （原始内容存档于2024-09-13）.
13. ↑  Kiszla, Mark. . The Denver Post (Denver Post). 2007-11-07  [2007-11-09]. （原始内容存档于2007-12-14）.
14. ↑  . Netflix.   [2024-06-29]. （原始内容存档于2024-12-26）.
15. ↑  World Resources Institute. "The Success and Failures of Johannesburn: A Story of Many Summits". WRI.org. （页面存档备份，存于）
16. ↑  General Convention 2009, EpiscopalChurch.org. （页面存档备份，存于）
17. ↑  . powerHouse Books.   [2024-06-29]. （原始内容存档于2024-10-15）.
18. ↑  . Strange Famous Records. 2012-12-02  [2024-06-29]. （原始内容存档于2024-11-09）.
19. ↑  U.S. Department of State. Ubuntu Diplomacy.
20. 1 2  Hapanyengwi-Chemhuru, Oswell; Makuvaza, Ngoni.  (PDF). Journal of Indigenous Social Development. 1 August 2014, 3 (1)  [2024-06-29]. ISSN 2164-9170. （原始内容存档 (PDF)于2024-11-30） （英语）.
21. 1 2  Metz, Thaddeus; Gaie, Joseph B.R. . Journal of Moral Education. September 2010, 39 (3): 273–290. S2CID 143660998. doi:10.1080/03057240.2010.497609.
22. ↑  Samkange, S., & T. M. Samkange (1980). Hunhuism or ubuntuism: A Zimbabwe Indigenous Political Philosophy. Salisbury [Harare]: Graham Publishing, ISBN 0-86921-015-7. 106pp. Paperback
23. ↑  Manyonganise, Molly. . Verbum et Ecclesia. 2015, 36 (2): 1–7. ISSN 2074-7705. doi:10.4102/VE.V36I2.1438 .

### 其他
- 部分内容来自http://www.ubuntu.org.cn/ （页面存档备份，存于） 的GFDL文档